# Колосов, Сергей Афанасьевич
Серге́й Афана́сьевич Ко́лосов (22 мая 1986, Новополоцк) — белорусский хоккеист, защитник.

## Биография
Карьеру игрока начал в 2002 в новополоцком «Полимире». В 2003—2005 играл в Белорусской экстралиге за минское «Динамо». В 2004 был задрафтован под 151-м номером клубом НХЛ «Детройт Ред Уингз». В 2005—2007 играл в хоккейной лиге США за клуб «Сидар-Рапидс РафРейдерс» из Айовы. В 2007—2008 вновь играл в экстралиге за минское «Динамо». С 2009 играл в АХЛ за клуб «Гранд-Рапидс Гриффинс», являющийся фарм-клубом «Детройт Ред Уингз».

### Национальная сборная
За юниорскую сборную Белоруссии выступал с 2003 — выступил на юниорских чемпионатах мира 2003 и 2004. С 2004 выступал за молодёжную сборную Белоруссии. Участник молодёжного чемпионата мира 2005. С 2008 играет за сборную Белоруссии. Участник чемпионатов мира 2008, 2010 и Олимпиады 2010. Всего за сборную Белоруссии сыграл 23 матча и набрал 2 очка.

## Тренерская карьера
- В сезоне 2021/2022 вошёл в тренерский штаб Немана.
- В сезоне 2022/2023 стал главным тренером "Прогресса", который является фарм-клубом основной команды Неман.

## Достижения
- 2008 — бронзовый призёр чемпионата Белоруссии
- 2013 — Чемпион чемпионата Белоруссии